# IC 405
IC 405 (nota anche come C 31) è una nebulosa diffusa visibile nella costellazione dell'Auriga.
Si tratta di una nebulosa sfuggente all'osservazione diretta, ma molto ben evidente nelle foto a lunga posa, situata a 500 parsec (1630 anni luce) di distanza; nella sua direzione si osserva una stella azzurra di quinta magnitudine, nota come AE Aurigae, una stella variabile ed enigmatica: si tratterebbe di una delle stelle cosiddette "fuggitive", perché sono nate nella regione della Nebulosa di Orione circa 2,7 milioni di anni fa e da lì ne sono "scappate", disperdendosi nella Via Lattea; tra queste vi è pure la μ Columbae. IC 405 brilla per la radiazione ricevuta da AE Aurigae, che ionizza i suoi gas e le conferisce un colore rosso; le chiazze blu sono invece dovute alla riflessione della luce blu della stella sulle polveri oscure.
Tramite i dati ottenuti col satellite Hipparcos è emerso che circa 2,6 milioni di anni fa questa stella, μ Columbae e la brillante binaria ι Orionis si trovavano nella stessa posizione nello spazio; si è così ipotizzato che queste stelle abbiano subito un'interazione a quattro corpi, in cui due binarie facenti parte dell'associazione Orion OB1 si scambiarono; il risultato fu che le due stelle più massicce subirono i reciproci influssi gravitazionali diventando un nuovo sistema binario, l'attuale ι Orionis, mentre le due stelle meno massicce furono sospinte via a grande velocità dall'intensa energia gravitazionale, allontanandosi dalla regione della loro formazione e diventando stelle fuggitive.
IC 405 appare connesso con altri sistemi di nebulosità, in particolare con IC 410, visibile un grado a sudest; in realtà si tratta di oggetti molto più distanti.